# Mikel Urdangarin

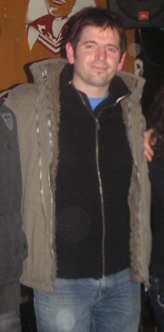
Mikel Urdangarin el 2009

Mikel Urdangarin (Amorebieta-Etxano, Biscaia, 1971) és un cantautor basc en llengua basca. Es va iniciar a la música com a bertsolari, per passar a cantar després acompanyat d'una guitarra. Té un estil intimista, tot i que ha explorat altres camps. Ha col·laborat amb el poeta Kirmen Uribe.

## Discografia
1. "Haitzetan" (Gaztelupeko Hotsak, 1997).
2. "Badira hiru aste" (Gaztelupeko Hotsak, 1998).
3. "Espilue" (Gaztelupeko Hotsak, 2000).
4. "Bar Puerto", amb Kirmen Uribe i Bingen Mendizabal (Gaztelupeko Hotsak, 2001).
5. "Heldu artean" (Gaztelupeko Hotsak, 2002).
6. "Lagun artean" (Gaztelupeko Hotsak, DVD, 2002).
7. "Zaharregia, txikiegia agian", amb Kirmen Uribe, Rafa Rueda i Bingen Mendizabal (Gaztelupeko Hotsak, 2003).
8. "Dana" (Elkar, 2005).
9. "Anek idatzi dit zutaz" (Mikel Urdangarin, 2007).
10. "Zubia" (Baga-Biga, 2009).
11. "Zuzenean 2010/12/30" (KAP Produkzioak, 2011).
12. "Azula" (KAP Produkzioak, 2012).
13. Jainko txiki eta jostalari hura (Elkar, 2013)[1]
14. MMXV (Elkar, 2015)
15. Margolaria (Mikel Urdangarin) (Elkar, 2017)[2]
16. Hotza da NY is cold (ZART, 2019)[3]